# Финнеган, Джордж
Джордж В. Финнеган (англ. George V. Finnegan; 1882 — 28 февраля 1913) — американский боксёр, чемпион и серебряный призёр летних Олимпийских игр 1904.
На Играх 1904 в Сент-Луисе Финнеган соревновался в наилегчайшем (до 47,6 кг) и легчайшем (до 52,2 кг) весе. В первой дисциплине он стал чемпионом, обыграв в единственной встрече Майлса Бёрка. Во второй, он получил серебряную медаль после того, как был нокаутирован в третьем раунде боя против Оливера Кирка.